# Nicolas Sollogoub
Pour les articles homonymes, voir Sollogoub.
 (février 2020).
La mise en forme du texte ne suit pas les recommandations de Wikipédia : il faut le « wikifier ».
Les points d'amélioration suivants sont les cas les plus fréquents. Le détail des points à revoir est peut-être précisé sur la page de discussion.
- Les titres sont pré-formatés par le logiciel. Ils ne sont ni en capitales, ni en gras.
- Le texte ne doit pas être écrit en capitales (les noms de famille non plus), ni en gras, ni en italique, ni en « petit »…
- Le gras n'est utilisé que pour surligner le titre de l'article dans l'introduction, une seule fois.
- L'italique est rarement utilisé : mots en langue étrangère, titres d'œuvres, noms de bateaux, etc.
- Les citations ne sont pas en italique mais en corps de texte normal. Elles sont entourées par des guillemets français : « et ».
- Les listes à puces sont à éviter, des paragraphes rédigés étant largement préférés. Les tableaux sont à réserver à la présentation de données structurées (résultats, etc.).
- Les appels de note de bas de page (petits chiffres en exposant, introduits par l'outil «  Source ») sont à placer entre la fin de phrase et le point final[comme ça].
- Les liens internes (vers d'autres articles de Wikipédia) sont à choisir avec parcimonie. Créez des liens vers des articles approfondissant le sujet. Les termes génériques sans rapport avec le sujet sont à éviter, ainsi que les répétitions de liens vers un même terme.
- Les liens externes sont à placer uniquement dans une section « Liens externes », à la fin de l'article. Ces liens sont à choisir avec parcimonie suivant les règles définies. Si un lien sert de source à l'article, son insertion dans le texte est à faire par les notes de bas de page.
- La présentation des références doit suivre les conventions bibliographiques. Il est recommandé d'utiliser les modèles {{Ouvrage}}, {{Chapitre}}, {{Article}}, {{Lien web}} et/ou {{Bibliographie}}. Le mode d'édition visuel peut mettre en forme automatiquement les références.
- Insérer une infobox (cadre d'informations à droite) n'est pas obligatoire pour parachever la mise en page.

Pour une aide détaillée, merci de consulter Aide:Wikification.
Si vous pensez que ces points ont été résolus, vous pouvez retirer ce bandeau et améliorer la mise en forme d'un autre article.
Nicolas Sollogoub est un artiste franco-canadien, dessinateur, designer 3D, décorateur et maître verrier. Il est né le 10 novembre 1925 à Soissons de parents russes originaires de Saint-Pétersbourg et mort le 11 juillet 2014 à Montréal.

## Biographie
Dans sa jeunesse en France, Nicolas Sollogoub étudie le théâtre et le dessin à Auteuil, puis l'architecture et la décoration à l'atelier de l'Académie Charpentier. Durant son service militaire en Indochine, il procède à des relevés topographiques autour des temples d'Angkor Thom et d'Angkor Vat. À son retour, il s'initie à l'art du vitrail, toujours à l'atelier Charpentier.

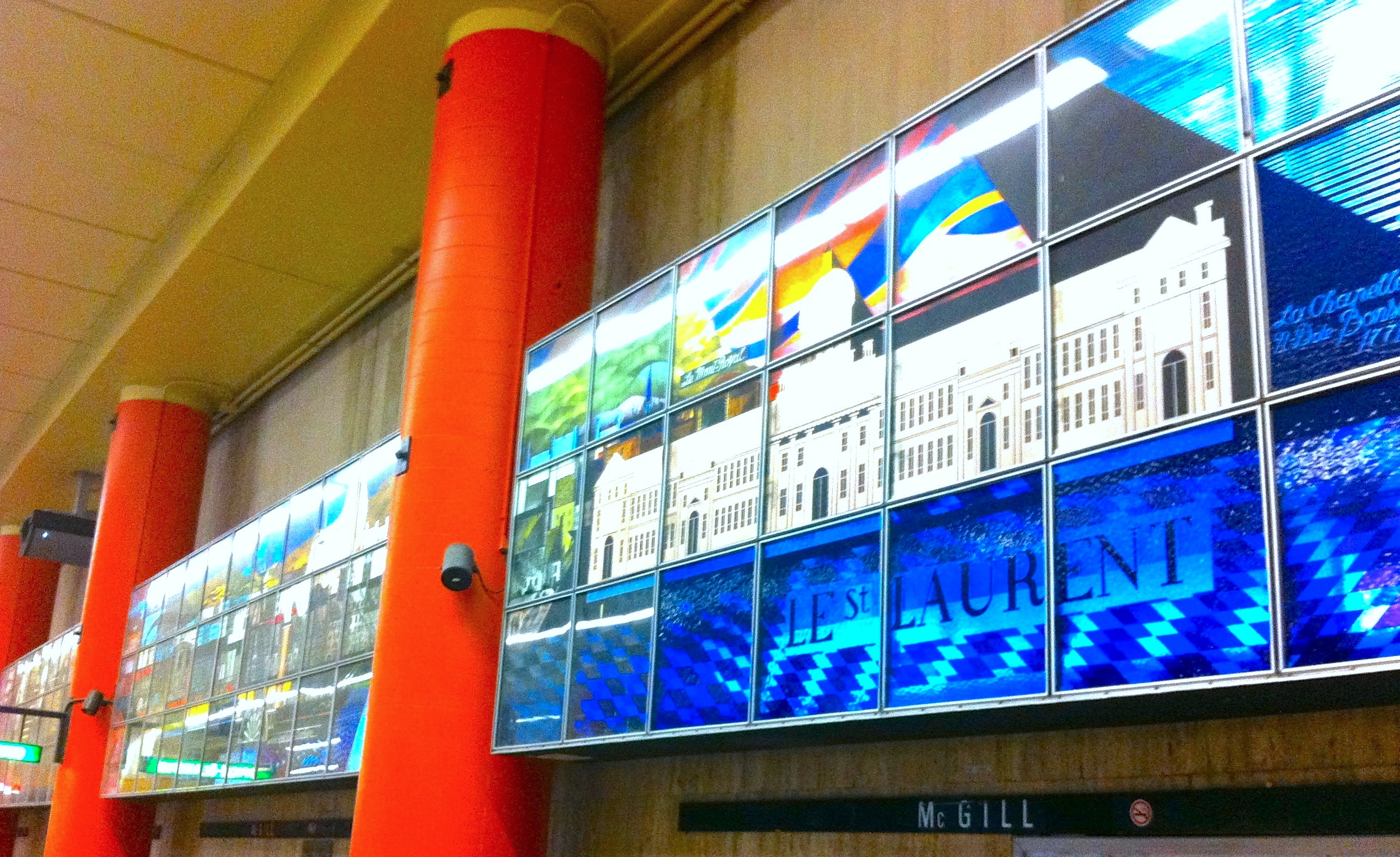
La Vie à Montréal au XIXe siècle, la station McGill.

Entré à l'ORTF comme peintre décorateur, il continue de se perfectionner dans l'art du vitrail jusqu'en 1950, année où il décide de quitter la France pour s'installer à Montréal. Après avoir réalisé de nombreux décors pour le théâtre et le cinéma, il intègre en 1964 Radio-Canada à titre de graphiste, illustrateur et décorateur et devient l'assistant de Frédéric Back. En parallèle, il mène une carrière dans l'art du vitrail qui va donner lieu à de nombreuses réalisations, dont certaines de très grandes tailles, en plusieurs lieux de Montréal. La plus connue étant La Vie à Montréal au XIXe siècle, une composition de cinq grandes verrières d'une longueur totale de 30,5 mètres, installée à la station de métro McGill. Pour ce faire, il utilise une technique personnelle originale, sans plomb et tridimensionnelle qui fait l'objet en 1990 d'un dépôt de brevet aux États-Unis et qu'il nomme « Nicolas Sollogoub 3D ». Entre 1976 et 1979 à Montréal, il dirige la restauration du château Dufresne, futur musée des arts décoratifs de Montréal.
Passionné par l'histoire de la Nouvelle-France (XVIIe siècle) au Québec, plusieurs de ses vitraux reflètent des événements de cette période. Ses œuvres ont fait l'objet de nombreuses expositions dans le monde, notamment à Paris. Au Japon il a réalisé trois vitraux qui évoquent le jumelage entre Montréal et Hiroshima.
En France, il a réalisé une série de six vitraux composant un mémorial des origines de la Nouvelle-France dans l'église Saint-Pierre de Brouage, lieu de naissance de Samuel de Champlain.
Nommé chevalier dans l'ordre des Arts et Lettres par le ministère français de la Culture en janvier 2011.
Nicolas Sollogoub est décédé, entouré de ses proches, le 11 juillet 2014 à l'hôpital Saint-Luc à Montréal.

## Formation
Collège russe d'Auteuil près de Paris, où il étude particulièrement le dessin et le théâtre.
École des Beaux Arts de Paris,  où il est auditeur libre et suit des cours de dessin.
Académie Charpentier à Montparnasse, où il s'initie à l'art du vitrail et étudie l'architecture et la décoration.

## Œuvres
- En 1986, première exposition au musée des arts décoratifs situé au château Dufresne à Montréal, de 32 vitraux de facture moderne, réalisés selon la technique tridimensionnelle sans plomb, 3D qu'il a inventée en 1952 et breveté aux États-Unis en 1992.
Sa technique tridimensionnelle consiste à dessiner ses créations sur une plaque de mica, prise entre deux plaques de verre. Cette technique évitant l'effritement du plomb des vitraux classiques avec le temps et le fractionnement de la masse homogène du verre  permet à l'artiste de réaliser de petites verrières design, modernes jusqu'à de grandes verrières panoramiques.
À Montréal : 
-  La  Vie à Montréal au XIXe siècle, la plus connue de ses œuvres, la très grande verrière à la station de métro McGill, commanditée par David et Liliane Stewart, grands mécènes canadiens.
À l'occasion de l'exposition universelle "Terre des Hommes" en 1967, le Maire de Montréal, Monsieur Jean Drapeau, décide de créer un métro à Montréal et confie le projet de décoration à M.Robert LaPalme qui attribue l' illustration de chacune des stations à des artistes québécois de renom. La station Mc Gill est confiée à l'artiste Nicolas Sollogoub. Cette grande verrière illustre la vie à Montréal au XIXe siècle, décrit les activités de la ville autour du tout nouveau canal de Lachine. Les commanditaires voulaient représenter uniquement le maire de Montréal anglophone Peter Mc Gill. Nicolas et Simone Sollogoub leur suggèrent vivement de présenter les deux premiers maires de la ville, le francophone Jacques Viger et l'anglophone Peter Mc Gill.  Commencée en 1966, la verrière sera, après six ans de travail, inaugurée officiellement en 1973 par le maire de Montréal, M. Jean Drapeau, en présence de hautes personnalités montréalaises et les mécènes David et Liliane Stewart. Cette verrière mesure plus de 30 m de long et est composé de 1 200 panneaux.
- « Le Chemin du Roy au Païs de Canada », très grande verrière illustrant la 1ere route carrossable d'Amérique du Nord allant de Québec à Montréal. Nicolas Sollogoub choisit de représenter la portion du Chemin du Roy qui est devant le village de Trois-Rivières, où demeure le plus de témoignages concrets de cette période. Cette œuvre historique exposée pour la première fois en 1996 à la mairie du XVIe arrondissement de Paris, a reçu la médaille de la Ville de Paris, la plus haute distinction. 
- « 1701. La Grande Paix de Montréal. » En 2014, le musée d’archéologie et d’histoire de Pointe-à-Callière ajoute cette majestueuse verrière de l’artiste à sa collection permanente "Ici naquit Montréal".
En France, à Brouage : 
À l'initiative du révérend père Maxime Le Grelle, d'origine belge, passionné par l'histoire de la Nouvelle-France au XVIIe siècle, la fondation Macdonald Stewart confie à Nicolas Sollogoub, son artiste attitré, la réalisation de 7 vitraux à Brouage dans l'église Saint-Pierre-et-Saint Paul de Marennes-Hiers-Brouage - Mémorial des origines de la Nouvelle-France. 
- L'Épopée de l'Isle Sainte-Croix, 1604. Don de la province du Nouveau-Brunswick inauguré en 1982. 
Réalisation de Nicolas Sollogoub, designer «3D», Montréal, QC, Canada
- Fondation de la ville de Québec , 1608 par Samuel de Champlain - Don de la ville de Québec inauguré en 1983. 
Réalisation de Nicolas Sollogoub, designer « 3D », Montréal, QC,Canada
- Hommage à la Cité de Brouage, classée Grand Site national français - Don de l'État français, conjointement avec la région Poitou-Charentes,
le département, la commune, le Comité du Mémorial de la Nouvelle-France inauguré en 1987.
Carton et maquette : Nicolas Sollogoub
Réalisation : Jacques Viviani, Atelier : « L'Art du verre », Bordeaux, France.
- Le Bienheureux François de Montmorency-Laval (1623-1708) - Don d'un particulier : Mme Simone Sollogoub (née Guichard)
en mémoire de ses parents inauguré en 1995.
Réalisation de Nicolas Sollogoub, designer « 3D »,Montréal, Q.C, Canada.
- Le Québec, au fil de son histoire - Don du Québec inauguré en 2001.
Réalisation de Nicolas, designer « 3D », Montréal, Q.C., Canada.
- Les Origines de la Ville de Montréal, 1642 - Don de la ville de Montréal inauguration en 2007.
Réalisation de Nicolas Sollogoub, designer « 3D », Montréal, Q.C., Canada.
1er prix du concours de la Ville de Montréal
- Jeanne Mance- Don de la Fondation Macdonald Stewart, en mémoire de Liliane Stewart,
Idée originale et maquette : Nicolas Sollogoub, designer « 3D », Montréal, Q.C., CA.
À la suite du décès de Nicolas Sollogoub le 11 juillet 2014, son épouse Mme Simone Sollogoub a confié la réalisation au maître-verrier français : Jean-François Bordenave, MOF, Meilleur Ouvrier de France. Inauguration le 12 octobre 2015.

## Distinctions et prix d'honneur
- Médaille de la Ville de Paris, le 7 novembre 1996 : Nicolas Sollogoub reçu la médaille de la Ville de Paris, échelon "Vermeil", le plus élevé, dans le salon d'honneur de la mairie du 16e arrondissement de Paris, pour sa grande verrière Le Chemin du Roy au pais de Canada, inaugurée solennellement par Marcel Masse, représentant du Québec en France, en présence du Maire, Pierre-Christian Taittinger et de très nombreuses personnalités québécoises et françaises.
- Médaillé chevalier de l'ordre des Arts et des Lettres  en 2011 par la consule générale de France Mme Hélène Le Gal à Québec en présence de son épouse et des membres de sa famille.
Extrait de son discours : « Nicolas Sollogoub, vous êtes un des grands maîtres actuels de l’art du vitrail. Si votre nom restera à jamais à travers ce nouveau procédé de fabrication, breveté aux États-Unis en 1990, il demeurera pour beaucoup comme celui d’un historien d’un nouveau genre, adepte d’un art ancien que vous avez su revisiter et réanimer. »